# Salka nigra
Salka nigra är en insektsart som beskrevs av Irena Dworakowska 1979. Salka nigra ingår i släktet Salka och familjen dvärgstritar.
Artens utbredningsområde är Vietnam. Inga underarter finns listade i Catalogue of Life.